# Luciano Jacques de Moraes
Luciano Jacques de Moraes (Itabira do Campo, 30 de dezembro de 1896 – Minas Gerais, 15 de março de 1968) foi um engenheiro de minas e geólogo brasileiro. Foi um dos mais importantes geólogos brasileiros.

## Biografia
Luciano nasceu em uma fazenda próximo ao município de Itabira do Campo, hoje apenas Itabirito, em Minas Gerais, em 1896. Morando em uma fazenda, longe dos centros urbanos, viveu bem próximo da natureza, mas só veio aprender a ler e a escrever aos 10 anos no
Grupo Escolar de Itabira e no Instituto D. Bosco de Cachoeirado Campo. O ensino médio foi concluído no Ginásio de Ouro Preto, aos 20 anos de idade.
Em 1922, aos 26 anos, se formou em engenharia civil e de minas na tradicional Escola de Minas de Ouro Preto que, até a abertura do curso de geologia da Universidade de São Paulo (USP) foi o principal centro formador de geólogos do Brasil. Pela não existência de um curso formal de geologia, Luciano começou a trabalhar na área no Nordeste do país, a serviço da Inspetoria de Obras Contra as Secas. Permaneceu nesse serviço por três anos, onde escreveu uma de suas mais importantes obras, "Serras e Montanhas do Nordeste", em dois volumes. A região de serras e montanhas já tinha sido estudadas por geólogos norte-americanos contratados pelo serviço de Inspetoria em 1909 para obras contra a seca e construção de barragens.
Os geólogos norte-americanos não estudaram as "serras e montanhas" do nordeste, já que não afetavam a construção de barragens. Mas quando Miguel de Arrojado Lisboa foi nomeado Inspetor Geral das Obras Contra as Secas em 1922, o estudo das formações foi uma de suas primeiras providências, para o qual contratou Luciano para o serviço.
Em seguida, em 1926, entrou para o Serviço Geológico e Mineralógico do Brasil, que viria a se tornar o Departamento Nacional da Produção Mineral (DNPM), hoje a Agência Nacional de Mineração. Permaneceu na instituição até 1957, quando se aposentou aos 60 anos de idade como Diretor-Geral da Produção Mineral. Antes de sua aposentadoria, foi professor de geologia da Faculdade de Filosofia, Ciências e Letras da Universidade de São Paulo, onde orientou alunos como Josué Camargo Mendes.
Praticou geologia de campo para agência até 1947 e daí em diante ocupou vários cargos administrativos. Tendo grande reputação dentro da geologia, trabalhou como consultor de diversas empresas privadas depois de sua aposentadoria, além de dar aulas e conferências em diversos centros universitários. Em 1961, recebeu o prêmio máximo da geologia nacional, a Medalha "José Bonifácio de Andrada e Silva".

## Morte
Luciano morreu no sul de Minas Gerais, em 15 de março de 1968, aos 71 anos, em um acidente de carro ao realizar um trabalho de campo.

## Homenagens
Em 1953, William Pecora e M. L. Lindberg descobriram um fosfato hidratado de berílio em um pegmatito de Sapucaia, em Minas Gerais e em honra a Luciano, lhe deram o nome de Moraaszita.
Em 1944, seu orientando, o paleontólogo Josué Camargo Mendes descobriu um lamelibrânquio do Triássico de São Paulo, em Rio Claro e lhe deu o nome de Jacqueia. A paleontóloga norte-americana Carlotta Joaquina Maury estudou fósseis cretáceos da Paraíba, e lhe dedicou duas espécies de invertebrados, Acteonella lucianoi e iplodon lucianoi.
Em 1954, estudando fosseis cetáceos da Serra do Apodi, no Rio Grande do Norte, o paleontólogo Llewellyn Ivor Price descreveu um novo quelônio pleurodiro e lhe nomeou Apodichelis lucianoi. Em 1955, os técnicos do DNPM, Evaristo Penna Scorsa e Rubens da Silva Santos, identificaram um peixe fóssil em um folheto cretáceo de Presidente Olegário, e à espécie nova nomearam de Moraise.
E por último, o paleontólogo Friedrich Wilhelm Sommer descreveu uma nova espécie de estromatólito Aulophycys, descoberto no calcário do Corumbá, Mato Grosso, que denominou de lucianoi.